# Godzilla kontra Destruktor
Godzilla kontra Destruktor (jap. ゴジラVSデストロイア Gojira tai Desutoroia) – japoński film fantastyczno-naukowy z 1995 roku. Dwudziesty drugi film z serii o Godzilli.

## Fabuła
Godzilla atakuje Hongkong. Uwagę japońskich naukowców i wojskowych zwraca szczególnie to, że potwór nabrał ognistego, czerwonego koloru. Trafna okazuje się teoria pewnego studenta, która mówi, że serce Godzilli przypomina reaktor atomowy, który właśnie się przegrzewa, co wkrótce doprowadzi do śmierci potwora, która może ponieść za sobą katastrofalne skutki. Godzilla praktycznie żywi się energią jądrową i jest ogromnie napromieniowany, co w razie „wypalenia się” reaktora, jakim jest jego serce, doprowadzi do stopienia potwora żywcem i w efekcie wybuchu, którego skutkiem będą zniszczenia o zasięgu globalnym. Jedynym sposobem na powstrzymanie kataklizmu może być zabicie potwora bronią chemiczną. O zbudowanie Destruktora Tlenu (tej samej broni, która zabiła pierwszego Godzillę w 1954 roku) zostaje poproszony naukowiec Kensaku Ijuin. W tym celu, pobiera on próbki gleby z miejsca, w którym 40 lat wcześniej zabito pierwszego Godzillę. Podczas badań, z próbek tych uwalnia się mikroorganizm, który jak się okazuje, jest w praktyce żywym destruktorem tlenu. Wkrótce, ten mikroorganizm, w wyniku kontaktu z tlenem, rośnie do ogromnych rozmiarów, większych nawet niż Godzilla.
Destruktor zabija Juniora – dorosłego już potomka Godzilli, po czym odbywa walkę z samym Godzillą. Pozornie wydaje się od niego silniejszy, jednak w wyniku dobiegających końca reakcji atomowych w ciele Godzilli, jaszczur okazuje się być jeszcze potężniejszy niż zwykle. W końcu Destruktor ginie, a zaraz potem, Godzilla zaczyna umierać, jednak nie w wyniku wybuchu, jak przewidywano wcześniej, a stopnienia całego ciała po tym jak jego temperatura osiągnęła ponad 1200 stopni Celsjusza. W tym samym momencie japońskie wojsko wystrzeliwuje w Godzillę serię pocisków chłodzących, które miałyby obniżyć jego temperaturę. Potwór ginie, mimo tego zniszczenia udało się zminimalizować. Choć wydaje się, że Godzilla nie żyje, nagle wskaźniki radioaktywności spadają. Wśród nocnej mgły wyłania Godzilla. To Junior, który okazał się żywy i pochłonął energię swego zmarłego ojca.

## Obsada
- Takuro Tatsumi – dr Kensaku Ijuin
- Yōko Ishino – Yukari Yamane
- Yasufumi Hayashi – Kenkichi Yamane
- Megumi Odaka – Miki Saegusa
- Sayaka Osawa – Meru Ozawa
- Saburo Shinoda – prof. Fukazawa
- Akira Nakao – kmdr Takaaki Aso
- Momoko Kōchi – Emiko Yamane
- Masahiro Takashima – mjr Sho Kuroki
- Takehiro Murata – Soichiro Hayami
- Shigeru Kamiyama – Goto
- Koichi Ueda – Nakamura
- Kenpachiro Satsuma – Godzilla
- Ryu Hariken – Godzilla Junior
- Ryō Hariya – Destruktor
- Eiichi Yanagida – Destruktor

## Ciekawostki
- Wbrew obiegowej opinii to nie miał być ostatni japoński film z Godzillą. Tōhō planowało zrobić 10-letnią przerwę w produkowaniu filmów z jego udziałem, jednak widząc zły odbiór amerykańskiej wersji Godzilli uznało, by reanimować serię w tym momencie[1].
- Na napisach końcowych w tle widać fragmenty z Godzilli oraz wszystkich filmów z serii Heisei.
- Zmartwychwstały Godzilla Junior w ostatniej scenie miał mieć osobny kostium. Jednak z powodu budżetu i terminów zdecydowano użyć kostium Godzilli, z wyłączonymi światłami i dodaną mgłą celem zamaskowania ich[2].
- Amerykański muzyk hip hopowy MF Mez będąc członkiem grupy hip hopowej Monsta Island Czars nosił pseudonim Destroyah[3].

- W skeczu Robot Chicken pt. King of the Monsters parodiującym Dzień próby Godzilla uczy Juniora podstaw niszczenia japońskich miast. Głosu Juniorowi użyczył Ethan Hawke grający główną rolę w Dniu próby[4].